# بختياريون
البختيارون أو البختياري قبائل إيرانية، نسبة كبيرة منهم ما تزال تعيش حياة البداوة والترحال، في حين أن الغالبية قد استقرت في مناطق حضرية. يتواجد البختياريون في مناطق غرب إيران وخصوصًا في محافظات خوزستان تشهارمحال وبختیاري وبوير أحمد. البختياريون مسلمون على المذهب الشيعي الإثني عشري ولهم لهجتهم الخاصة والتي تسمى باللوریة البختيارية.

## الموطن والتاريخ

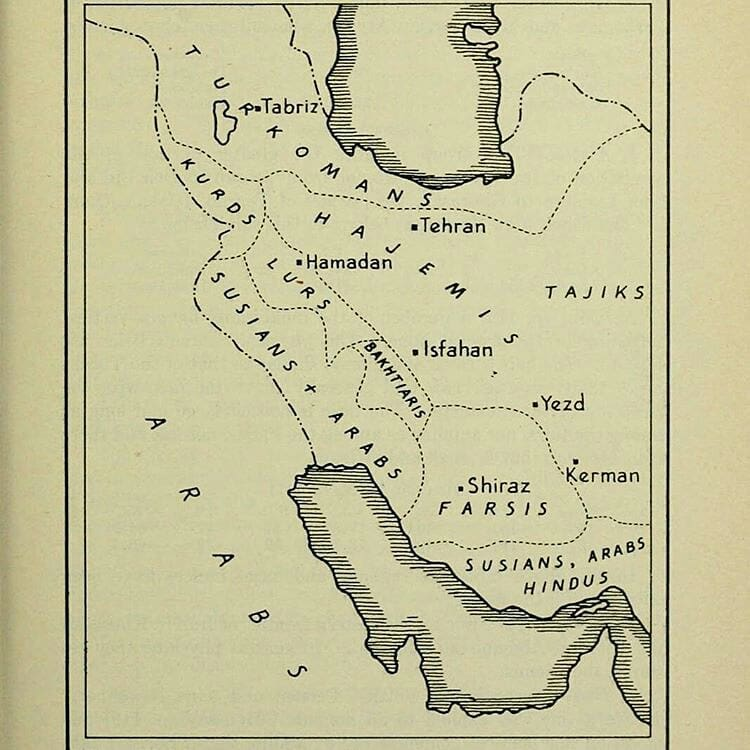
خريطة توضيحية من عام 1939 لمناطق توزع الأعراق في إيران تظهر تواجد البختياريين إلى الشرق من إقليم عربستان، هنري فيلد (1939م)

قبائل البختيارية من القبائل الإيرانية من بدو الفرس، حيث أنهم يعيشون حياة بدوية ينتقلون في الخيام من مكان إلى مكان آخر. تمتد أراضي البختيارية التاريخية في منطقة جهارمحال البختياري شرق إقليم الأهواز جنوبًا إلى جنوب اصبهان شمالًا.
يقول الجغرافي الفارسي محمد مفید بافقي موستوفی وهو جغرافي شهير في عهد الدولة الصفوية عن حدود أراضي البختيارية في كتابة توصيف الأمصار:

### البختياريون واللر في عربستان
لا يوجد سجل تاريخي ينسب البختياريين إلى إقليم عربستان (التي غير اسمها إلى خوزستان عام 1925)، بل يُعتبر البختياريون من الوافدين إلى أراضي العرب وليسوا من السكان الأصليين للإقليم بحسب السجلات الفارسية التاريخية نفسها. يقول المستشار الإيراني عبد الغفار نجم الملك في كتابه «رحلة إلى عربستان» والتي زار خلالها المنطقة في عام 1893 م عن البختياريين:

## وصلات خارجية
- بختياريون على موقع IMDb (الإنجليزية)
- بختياريون على موقع الموسوعة البريطانية (الإنجليزية)